# بنجامین اور
بنجامین اور (انگلیسی: Benjamin Orr؛ ۸ سپتامبر ۱۹۴۷ – ۳ اکتبر ۲۰۰۰) یک موسیقی‌دان اهل ایالات متحده آمریکا بود. وی بین سال‌های ۱۹۶۵ تا ۲۰۰۰ میلادی فعالیت می‌کرد.